# Groot heksenkruid
Groot heksenkruid (Circaea lutetiana) is een vaste plant uit de teunisbloemfamilie (Onagraceae). 's Winters sterven de bovengrondse delen af. De geslachtsnaam is afkomstig van de tovenares Circe uit de Griekse mythologie en de soortaanduiding is afgeleid van Lutetia, de Latijnse naam voor Parijs. Parijs stond ooit bekend als heksenstad.
De soort komt in Europa tot in Zuid-Scandinavië voor, in berggebieden van West- en Midden-Azië en sporadisch in het Atlasgebergte.
De plant kan 20–70 cm hoog worden en vormt kruipende wortelstokken, waardoor de plant op bepaalde plaatsen als een onkruid wordt gezien. De plant bloeit van juni tot in september met witte of roze bloemtrosjes. De kleine bloemen bestaan uit twee kelkbladen, twee kroonbladen, twee meeldraden en twee vruchtbladen. Op de vruchtjes zitten gekromde borsteltjes en blijven daardoor gemakkelijk in de vacht van een dier hangen. In de vruchtjes zitten een of twee zaadjes. Duizend zaadjes wegen 1,6 g.

## Ecologie
Groot heksenkruid komt voor in loofbossen en grienden die op vochtige tot natte, eutrofe gronden liggen.
In Nederland komt de soort in Zuid-Limburg en plaatselijk langs de grote rivieren in de binnenduinrand van Zeeland, Zuid-Holland en Noord-Holland vrij algemeen voor. Elders is ze zeldzaam.
De bloemen worden hoofdzakelijk bezocht door zweefvliegen.

### Syntaxonomie
Groot heksenkruid is een kensoort voor de klasse van eiken- en beukenbossen op voedselrijke grond.

## Trivia
Een oud volksgeloof wilde, dat wie in het bos heksenkruid tegenkwam verdwaalde.

## Namen in andere talen
De namen in andere talen kunnen vaak eenvoudig worden opgezocht met de interwiki-links.
- Engels: Enchanter's-nightshade
- Duits: Gewöhnliches Hexenkraut